# Група Амальтеї
Група Амальтеї чи внутрішні супутника Юпітера — супутники Юпітера, орбіти яких розташовані найближче до Юпітера: Метіда, Адрастея, Амальтея, Теба.
Перші два супутники розташовані ближче і обертаються менш, ніж за один юпітеріанський день, інші два є відповідно п'ятим та сьомим супутниками Юпітера за величиною.
Всі супутники розташовані близько межі Роша, тому Метида та Адрастея поповнюють своїм матеріалом основне кільце Юпітера, а Альматея та Теба — свої власні кільця.